# Orquesta Sinfónica Alemana de Berlín
La Orquesta Sinfónica Alemana de Berlín (en alemán: Deutsches Symphonie-Orchester Berlin, abreviada como DSOB) es una agrupación orquestal alemana con sede en Berlín, Alemania, que fue fundada en 1946 por las fuerzas de ocupación estadounidenses de Berlín como la orquesta sinfónica de la Rundfunk im amerikanischen Sektor (RIAS). Tugan Sokhiev es su director musical desde 2012.

## Historia
La orquesta fue creada en 1946 por las fuerzas de ocupación estadounidenses de Berlín. Su primera denominación fue RIAS-Symphonie-Orchester, correspondiendo el acrónimo RIAS a Rundfunk im amerikanischen Sektor (Radio del Sector Estadounidense), por lo que era conocida también como la Amerikanischen Sektor Rundfunk Orchester en alemán y como American Sector Symphony Orchestra en inglés. En 1956 la orquesta fue renombrada como Radio-Symphonie-Orchester Berlin en alemán y como Berlin Radio Symphony Orchestra en inglés. En 1993 la orquesta tomó su nombre actual. El primer director principal de la orquesta fue el húngaro Ferenc Fricsay, que mantuvo con la misma una muy fructífera relación durante décadas.
Durante la temporada que transcurrió entre el fin del mandato de Lorin Maazel y el principio del de Riccardo Chailly, la orquesta no tuvo ningún director principal. Entre los directores más célebres que colaboraron con la orquesta durante ese periodo, entre el año 1976 y 1982, estuvieron Erich Leinsdorf, Eugen Jochum, Gerd Albrecht, Gennady Rozhdestvensky y Neville Marriner.
El director alemán Ingo Metzmacher, contratado como director principal desde 2007, renunció a su puesto de forma anticipada en 2010 debido a discrepancias con la gerencia de la orquesta, acerca de reducciones de plantilla.
 A partir de la temporada 2012 el director osetio Tugan Sokhiev asumió la dirección artística y musical, pero también anunció su retirada anticipada del puesto (a partir del final de la temporada 2015-2016), en este caso por incompatibilidad en la dedicación a su otro puesto de director del Teatro Bolshói. La orquesta anunció en octubre de 2015 que el siguiente director musical será Robin Ticciati, con un contrato inicial de 5 años a partir de la temporada 2017-18.

## Directores
- Ferenc Fricsay (1948–1954)
- Ferenc Fricsay (1959–1963)
- Lorin Maazel (1964–1975)
- Riccardo Chailly (1982–1989)
- Vladimir Ashkenazy (1989–1999)
- Kent Nagano (2000–2006)
- Ingo Metzmacher (2007–2010)
- Tugan Sokhiev (2012–2016)
- Robin Ticciati (designado, a partir de 2017)